# 도요오카촌 (이바라키현)
도요오카촌(豊岡村)은 이바라키현 오카다군·유키군에 일찍이 존재했던 촌이다. 현재의 조소시 중부에 해당한다.

## 역사
- 1889년 4월 1일 - 정촌제 시행에 의해 쓰쿠바군 도요오카촌이 성립하였다.
- 1954년 7월 10일 - 미즈카이도정에 편입하여, 미즈카이도정이 당일 시로 승격해 미즈카이도시가 되어, 동일 도요오카촌은 폐지되었다.

## 참고문헌
- 角川日本地名大辞典 8 茨城県